# Manolo Badrena
Manolo Badrena es un percusionista nacido en San Juan (Puerto Rico) en marzo de 1952.
Instalado en los Estados Unidos, percusionista muy solicitado por los estudios de grabación, Manolo Badrena ha participado a centenas de grabaciones (jazz, pop, world music,...). Es sobre todo conocido por su participación en el grupo Weather Report en 1976-1977. Hemos podido escucharle con músicos tan diferentes como Eubie Blake, Herb Alpert, Don Ellis, George Duke, Michel Colombier, Pat Metheny, Joni Mitchell, Airto Moreira, Eliane Elias, Ahmad Jamal, Henry Mancini, Steve Kuhn, Michael Franks,... También ha participado en grabaciones de grupos como Zawinul Syndicate, Spyro Gyra, Blondie, Talking Heads, Sixun y los Rolling Stones.